# Собака лает, а караван идёт
Собака лает, а караван идёт (союз «a» часто опускается) — пословица, обычно произносимая для выражения готовности говорящего продолжать своё дело невзирая на злобную и бессмысленную критику.

## Анализ текста
Связь описываемой ситуации с текущим моментом и намерениями самого высказывающегося очень сильна. Как отмечает Р. Адель (фр. Rania Adel), в данной пословице трудно себе представить использование прошедшего времени, в отличие от, например, «бежит, как заяц»/«убежал, как заяц». В «микрокосме» пословицы «караван» — это сам говорящий или его дело, а «собаки» — это злые оппоненты. А. Кла (фр. André Clas) указывает на выраженное в пословице бессилие речевой агрессии, сравнивая с англ. Sticks and stones can break my bones, but words will never hurt me.
Ф. Конрой отмечает, что смысл пословиц «эластичен» и в данном случае зависит от союза «а» (англ. but у Конроя). Без союза, отражающего антагонизм, возможна интерпретация, в которой собаки не пытаются остановить караван, и даже празднуют его движение. М. Мансер (англ. Martin H. Manser), кроме очевидной категоризации как противопоставления «великое — малое» и «игнорирования», предлагает также «предупреждение» (караван игнорирует предупреждение собак, ср. «Предупреждён — значит вооружён»), а также описывает политическую метафору: элиты игнорируют протесты низших классов, которые мешают прогрессу.
А. М. Калюта подчёркивает использование в турецком варианте İt ürür kervan yürür слова с отрицательной коннотацией тур. it («пёс»), вместо нейтрального тур. köpek («собака»). Ср. с русским «пёс с тобой», где замена на «собака» невозможна.

## Происхождение
Пословица известна в разных вариантах в большом количестве языков; специалисты расходятся по вопросу её происхождения. Она считается арабской или персидской, предполагается также тюркское происхождение (где тур. it ürür kervan yürür рифмуется). Ротштейн указывает на источники с турецкой версией начала XVII века и польским вариантом «Собака лает, а дворянин едет» 1671 года. Фраза — уже как пословица — встречается в поэме Алишера Навои Хамса (4 часть, Семь планет, XV век), написанной на (тюркском) чагатайском языке в переводе С. И. Липкина:
Так о невежде говорит народ:

«Собака лает — караван идет!»

## В культуре
Когда оксфордского дона М. Бови спросили о происхождении этой употреблённой им пословицы, он немедленно указал на цитирование её Прустом и лишь затем на её «арабское» происхождение.
Ротштейн упоминает использование пословицы в романе М. Митчелл «Унесённые ветром».
Мансер описывает вхождение в английский язык в 1891 году через книгу Дж. Киплинга «Зверь и человек в Индии» (англ. Beast and Man in India).

## Похожие пословицы
См. у Даля: «Пословицы русского народа»: 
Собака лает, ветер носит.
Вольно собаке и на владыку лаять.
Собаке и на свой хвост вольно брехать.
Собака лает, а бары едут.
Напившись, мужик и за рекою бранится, да ради его не утопиться (не в воду кинуться).
С бранчивой кумой не напрощаешься.
За ветром в поле не угоняешься, а с бранчивой кумою не напрощаешься.
…
Брань в боку не болит.
Брань не киснет, ветер носит.
Брань не дым — глаза не ест. Брань очей не выест.
Брань на вороту не виснет. Бранят — не в мешок валят.
Не за всяким тычком гонись.
Словом и комара не убьёшь. От слова не сбудется.